# Radik Khayrullov
Radik Fesikhovich Khayrullov (tiếng Nga: Радик Фэсихович Хайруллов; sinh ngày 23 tháng 5 năm 1992) là một cầu thủ bóng đá người Nga thi đấu cho FC Olimpiyets Nizhny Novgorod.

## Sự nghiệp câu lạc bộ
Anh ra mắt chuyên nghiệp tại Giải bóng đá chuyên nghiệp quốc gia Nga cho F.K. Volga Ulyanovsk vào ngày 18 tháng 7 năm 2014 trong trận đấu với F.K. Lada-Togliatti Togliatti.